# Sông Ái Tử
Sông Ái Tử là phụ lưu của sông Vĩnh Phước trong hệ thống sông Thạch Hãn. Sông Ái Tử chảy ở huyện Đakrông và Triệu Phong tỉnh Quảng Trị, Việt Nam.

## Dòng chảy
Sông Ái Tử bắt nguồn từ phần bắc xã Ba Lòng, huyện Đakrông, chảy uốn lượn về đông bắc 16°40′14″B 107°01′23″Đ / 16,67056°B 107,02306°Đ.
Qua huyện Triệu Phong đến xã Triệu Giang thì hợp lưu sông Vĩnh Phước rồi đổ ngay vào sông Thạch Hãn.